# ハンコウキ!/Ice day Party
「ハンコウキ!/Ice day Party」（ハンコウキ!/アイス・デイ・パーティー）は、ハロプロ研修生北海道と稲場愛香のコラボレーションである『ハロプロ研修生北海道 feat.稲場愛香』による楽曲であり、ハロプロ研修生北海道の2ndインディーズシングル。2018年7月11日にアップフロントワークスから発売された。
また、同年2月17日開催のハロー!プロジェクトによるコンサートツアー「Hello! Project 20th Anniversary!! Hello! Project 2018 WINTER」ニトリ文化ホールにて会場先行販売された。

## 収録曲
1. ハンコウキ!
作詞・作曲:山崎あおい、編曲:michitomo
2. Ice day Party
作詞:An-Ayano、作曲・編曲:高野智恵美
3. ハンコウキ!（Instrumental）
4. Ice day Party（Instrumental）